# Saroba umbrifera
Saroba umbrifera är en fjärilsart som beskrevs av Holland 1900. Saroba umbrifera ingår i släktet Saroba och familjen nattflyn. Inga underarter finns listade.